# Arámi nyelv
Az arámi (arám, arameus, korábban káld, káldeus) nyelv az afroázsiai nyelvcsalád sémi ágának nyugati (vagy északnyugati) alcsoportjába tartozó, egymással rokon sémi nyelvek összefoglaló neve, az úgynevezett kánaáni nyelvek (föníciai, héber stb.) közeli rokona. Kis törzsi nyelvekből fokozatosan előbb az Asszír és a Perzsa Birodalom diplomáciai nyelve, majd ezzel párhuzamosan Irántól Egyiptomig az egész Közel-Kelet és a Mediterráneum lingua francája, azaz közvetítőnyelve lett. Hatalmas irodalma számtalan feliratos emlék mellett olyan jelentős alkotásokat foglal magában, mint a Biblia arámi részei Dániel és Esdrás könyvében, a Biblia arám fordításai, a Targumok, a Biblián kívüli ókori zsidó irodalom leghatalmasabb műve, a Talmud és a posztbiblikus zsidó irodalom jelentős része; a szír kereszténység hatalmas mennyiségű önálló, illetve görög fordításirodalma. Ezen felül az arámi volt az Újszövetség korának, s így Jézusnak és az apostoloknak is a nyelve, írásrendszere pedig döntő befolyást gyakorolt a hébertől kezdve az arabon át a középperzsáig a térség valamennyi írására, sőt hatása a bráhmi íráson is felismerhető.
Jelentősége ma is igen nagy, a zsidó és szír vallási irodalom aktívan használja, fennmaradt változatait ma is beszélik, sőt, az internet jóvoltából az újarám nyelveknek egyfajta reneszánsza figyelhető meg.

## A nyelv meghatározása
Tekintve hosszú történetét és hatalmas területi szóródását, nehéz eldönteni, hogy az arámit egyetlen nyelvként vagy egymással bonyolult rokonsági, leszármazási és átfedési viszonyban lévő nyelvek (vagy dialektusok) sokaságaként helyesebb-e meghatározni. Az egymás között – kevés kivételtől eltekintve – többé-kevésbé érthető nyelvek között ugyanis nincs egyetlen kitüntetett nyelvváltozat vagy nyelvállapot és az arámi nyelvek sokaságából is csak kevés emelkedett önálló vagy majdnem önálló nyelvi rangra.

### A nyelvek megnevezése, terminológia
Az arámi nyelvek közül csak kevés visel önálló nevet (pl. szír, mandeus). Az elnevezésekben a következő felosztásokat használják: 
- földrajzilag beszélünk keleti és nyugati arám nyelvekről (ahol a határt az Eufrátesz folyó jelenti);
- kronológiailag beszélünk ó-, közép- és modern arámiról;
- használati státuszukat tekintve pedig vannak modern, azaz élő arámi nyelvek, teljesen kihaltak és azok, melyek kihaltnak tekinthetők ugyan, de irodalmi nyelvként folyamatos használatban vannak.

Az egyes arámi nyelvek elnevezései erős átfedésben vannak egymással – sőt ebben maga a szaktudomány sem egységes –, a nevekben lévő arám, káld (chald(aic)) és asszír elnevezések azonban nem cserélhetőek fel egymással. A magyarban speciális nehézséget jelent, hogy ezekre az elnevezésekre nincs kialakult terminológia, csak a vallási szempontból fontosabbaknak van többé-kevésbé általánosan elfogadott neve.

## Az arámi nyelv(ek) korszakolása és dialektusai
1. Korai arámi (ancient Aramaic): arámi feliratok, kizárólag Szíriában, i. e. 700-ig.
Arámi kis-államok feliratai: Szama’ál (Zincirli, Hamat, Neirab, Szfiré stb.), papiruszok, Tell Fekherijje (Szíria), akkád–arámi bilingvis felirat (i. e. 800 k.).
2. Birodalmi arámi: i. e. 700-300: A Közel-Kelet lingua francája és a Perzsa Birodalom (Akhaimenida dinasztia) hivatalos nyelve: levelezés, feliratok stb. A késő-babiloni nyelv és a perzsa hatása az arámira.
- Elephantinéi (Jeb) papiruszok: katonai helyőrség Dél-Egyiptomban, részben zsidó katonákkal, az i. e. 5. sz. végén.
- Driver-dokumentumok
- Ahiqar mondásai (Akhikár regény)
- Bibliai arám

3. Közép-arámi: hellenisztikus és római kor első évszázadáig. A Közel-Keleten a nép nagy többségének a nyelve. Indiáig és a Kaukázusig is találtak feliratokat. A hivatalos nyelv közben már inkább a görög (a római korban is, de akkor a latin is megjelenik a térségben), és hatással van az arámira. Jellemző a funkcionális diglosszia: az írott nyelv birodalmi arámit tekinti mintának; de közben a beszélt nyelv már továbbfejlődött, megjelennek a kései arámi (a kor beszélt nyelvének a) jellegzetességei is az írásban. 
- Uruk-i varázsszövegek ékírással
- Nabateus és palmürai feliratok, Dura-Europosz stb.
- Holt-tengeri tekercsek arámi szövegei (pl. Genezis Apokrifon), Bar-Kochba levelek, feliratok Jeruzsálemben és máshol
- Újszövetségi arám
- Korai targumok (arámi Biblia-fordítások): Targum Onkelosz

4. Kései arámi: az i.sz. 2-3. századtól kezdve. A kor beszélt nyelve, az arab hódításig domináns, majd fokozatosan háttérbe szorul. Két fő dialektus:
- Nyugati arámi:
  - Palesztinai zsidó arámi (Galileai arámi): Jeruzsálemi Talmud, midrások arámi részeinek a nyelve, későbbi Targumok, feliratok, varázsszövegek.
  - Palesztinai keresztény arámi
  - (Palesztinai) szamaritánus arámi
- Keleti arámi:
  - Szír: a szír egyház nyelve a mai napig, Pesitta (a Biblia szír fordítása), nagyon jelentős szír nyelvű irodalom a kora középkorban. Három saját írástípus. Ma már csak liturgikus nyelv, ill. próbálkozások az újjáélesztésével.
  - Mandeus: a Dél-Irakban élő, zárt mandeus közösség (saját vallással, irodalommal) nyelve. Ma már csak a papi réteg ismeri.
  - Babilóniai zsidó arámi: a Babilóniai Talmud arámi részeinek a nyelve.

5. Modern arámi: a ma beszélt dialektusok, szigetekként fennmaradtak az arabul beszélő környezetben.
- nyugati új-szír (turójo) (Tur Abdin, Törökország) (Edessza)
- keleti új-szír / „asszír” (ajszori)
- mandeus
- nyugati új-arámi (Ma'lúla, Damaszkusztól északra)
- Egyes észak-iráni zsidó közösségek nyelve.

## Az arámi nyelv és az Újszövetség
Az Újszövetség idejében a térségben több arámi dialektus is létezett, melyek közül Jézus beszélhette legalább az egyiket. Az evangéliumokban több helyütt is olvasunk Jézus szájából elhangzó arámi kifejezéseket, melyeket a szerzők görögre fordítanak. Ilyen például a טָלִיתָא קוּמִי Tálíthá kúm(í)! – Leányka, kelj fel!, אֶפַּתַח Effata! – Nyílj meg! (Nyilatkozzál meg!), vagy a legismertebb, a kereszten elhangzott: אֱלֹהִי אֱלֹהִי לֵמָּה שֲׁבַקתָּנִי Elói, Elói, lammá sabakhtání? – Én Istenem, én Istenem, miért hagytál el engem? felkiáltás, melyet a júdeai zsidók félrehallottak, azt gondolták, hogy Jézus Illést hívja.
A héber nyelvet a Második Szentély lerombolásáig még a tanult réteg – elsősorban a papok és a rabbik – beszélték, de az arámi már ekkor is az istentiszteletek részét képezte. A felolvasott Tóra-részeket már Ezsdrás korától arámi nyelven magyarázták, mely a mai napig áthagyományozódott a zsinagógai liturgiába.

## Az arámi írás
Az arámi törzsek a föníciai betűket vették át és az így kialakított arámi írás – az arámi nyelvvel együtt – az egész Közel-Keleten elterjedt, egy sor további ábécének (a hébernek, az arabnak, a brahminak) vált az ősévé.